# Nesoglasja v Romuniji v času Nicolaea Ceaușescua
Disidentstvo v Romuniji v času vladanja romunskega diktatorja Nicolaeja Ceaușescuja opisuje izražanje nasprotovanje in nestrinjanja z vladno politiko komunistične Romunije v času totalitarne vladavine Nicolaea Ceaușescuja po julijskih krizah leta 1971. Zaradi Ceaușescujeve tajne policije (Securitate) so bila nasprotovanja, nestrinjanja in upiranja z oblastjo močno kaznovana. Pomembna dejanja nestrinjanja vključujejo pisma Paula Gome Ceaușescuju iz leta 1977, ustanovitev SLOMR (neodvisnega sindikata delavcev) leta 1979 in številne delovne konflikte, kot sta stavka rudarjev v dolini Jiu leta 1977 in upor v Brašovu leta 1987. 
Nesoglasja znotraj romunske komunistične partije so se začela z obtožbami Constantina Pîrvulescuja, vidnega člana partije, ki je leta 1979 med 12. kongresom stranke Ceaușescuja obtožil, da postavlja osebne interese pred interese partije. Pîrvulescu je bil izključen iz partije, vendar je leta 1989 skupaj z drugimi petimi člani partije podpisal Pismo šesterice, odprto pismo, ki je bilo levičarska kritika Ceaușescuja. 
Romunska revolucija decembra 1989 se je začela kot dejanje nestrinjanja, ko so ljudje začeli podpirati madžarskega pastorja Lászla Tőkésa, ki naj bi bil izgnan iz države zaradi nestrinjanja.   

## Protikultura v šestdesetih letih
Od sredine šestdesetih let dvajsetega stoletja se je v Romuniji med romunsko mladino in študenti razvila protikultura. Čeprav je ta kultura delila estetiko zahodne protikulture iz šestdesetih let dvajsetega stoletja (na primer hipijevsko modo ali rokenrol) in njeno antiavtoritarnost, z ideološkega vidika ni bila vključena v svetovno protikulturno gibanje. Protikultura je uporabljala nacionalistično retoriko in za razliko od svojega zahodnega ali jugoslovanskega dvojnika, kjer je sprejela "novo levico" in nasprotovala vietnamski vojni, je bila v Romuniji skeptična do socializma, četudi liberalnega. Čeprav so se zavedali gibanj na zahodu, nikoli niso delili svojih ciljev in niso imeli interesa za izjavo solidarnosti z njimi.
Nesoglasja so rasla z liberalizacijo in večjo svobodo govora. Nekonformistična literatura, film, gledališče, glasba, filozofija so rasli, ko so mladi intelektualci izzivali zlorabe zgodnjega obdobja socialistične Romunije in zahtevali več svobode mišljenja in izražanja ter boljši življenjski standard. Protikultura je podpirala nekatere cilje oblasti, kot sta reforma in neodvisnost od Sovjetske zveze.
Konec kulture protesta znotraj protikulture se je zgodil decembra 1968, ko je policija brutalno pretepla skupino nekaj sto študentov protestnikov in aretirala njihove voditelje. Ceaușescu je leta 1969 svaril pred kakršnimi koli umetniškimi in političnimi stališči, ki so bile proti romunskemu režimu, naslednje leto pa je tovrstne protikulturne dejavnosti izrecno prepovedal in leta 1971 se je z julijskimi tezami začela »mini-kulturna revolucija«, ki je zahtevala strogo skladnost.
Romunska komunistična partija je prevzela filmsko, gledališko in literarno skupnost ter od njih zahtevala, da se držijo socialističnega realizma. Čeprav to ni končalo protikulture, je močno zmanjšalo njen obseg. Kritiki romunskega komunističnega režima so bili redno nadlegovani s strani policije, izključeni so bili iz partije ali odpuščeni z delovnega mesta in so zaradi tega pogosto bežali v tujino. Nekateri umetniki in intelektualci, kot je Cornel Chiriac, so pobegnili v Zahodno Evropo, drugi, kot je Adrian Păunescu (ki je bil leta 1972 "na udaru" zaradi svoje subverzivne dejavnosti in pritožb glede cenzure) pa so se pridružili režimskemu propagandnemu stroju.

## Gominovo pismo, 1977
Paul Goma, pisatelj, rojen v Besarabiji, je spomladi 1977 s svojimi dejanji med prvim pričel nasprotovati Ceaușescujevemu režimu. Goma je izzval prejšnje komunistične vlade Romunije: leta 1956 je na univerzi prebral poglavje romana, ki opisuje študentska gibanja, podobna tistemu iz madžarske revolucije leta 1956. Leta 1968 je bila zavrnjena objava rokopisa njegovega romana Obstinato in njegovega naslednjega romana Gherla, ki sta bila objavljena v francoskem in nemškem prevodu.
Ker je bil razočaran nad prepovedjo njegovih spisov in ker je bil navdihnjen s češkoslovaško listino 77, je Goma napisal pismo podpore Pavlu Kohoutu. Ker je našel nekaj prijateljev, ki bi ga bili pripravljeni podpisati pismo, je k podpisu povabil Nicolaeja Ceaușescuja. V pismu, naslovljenem na Ceaușescuja, mu je povedal, da ne najde ljudi, ki bi podpisali pismo, ker se bojijo policije Securitate in da sta edina Romuna, ki se ne bojita Securitate, on in Ceaușescu. 
Kljub ustrahovanju policije Securitate je Gominovo pismo zbralo več kot 200 podpisov (vključno s podporo psihiatra Iona Vianuja in literarnega kritika Iona Negoiţescuja), vendar ga je Ceaușescu obsodil, čes da je napadel "izdajalce države". Ko je Ceaușescuju napisal še ostrejše pismo, je bil Goma izključen iz Zveze pisateljev, aretiran in grdo napaden v različnih revijah, kot so Săptămâna, Luceafărul in Contemporanul. Po mednarodni pritožbi so ga izpustili in novembra 1977 je odšel v izgnanstvo v Francijo. 
Goma je še naprej kritiziral Ceaușescujev režim iz Pariza in leta 1982 so romunske oblasti romunskemu tajnemu agentu Mateiju Pavelu Haiducuju naročile, naj Gomo skupaj z drugim nasprotnikom, Virgilom Tănasejem, najde in ubije z iniciranjem strupa, ki bi povzročil srčni zastoj. Kljub temu je Haiducu ukaz zavrnil tako, da je prestopil k francoskim oblastem.

## Delavski upori

### Stavke rudarjev iz doline Juli, 1977
Le nekaj mesecev po Gominem dopisu se je zgodila prva večja stavka romunskemu podjetju. Neposredni vzrok za stavko je bila nova zakonodaja iz julija 1977, ki je odpravila invalidske pokojnine za rudarje in zvišala upokojitveno starost za rudarje s 50 na 53 let. Ceaușescu je dal naročilo, ki ga je vodil Ilie Verdeț, naj odide v Lupeni in se pogovori z rudarji, a so jih rudarji prijeli in zahtevali, da v Lupeni pride sam Ceaușescu.
Ceaușescu je nato prispel v Lupeni še isti dan in pred jezno množico se je strinjal, da bo po vsej dolini Jiu uveljavil šest urni delovni čas, da bo zgradil tovarne, ki bi zagotovile zaposlitev za žene in hčere rudarjev, za to pa ne bo nobene kazni za rudarje, ki so organizirali stavko. Po tem se je množica razšla in rudarji so nadaljevali z delom.
Obljube niso bile izpolnjene, saj je v naslednjih mesecih Securitate začela s preiskavami in politično represijo, pri čemer je bilo 4000 rudarjev poslanih na druga rudarska območja, drugi pa so bili zaprti. Tudi popuščanja glede šesturnega dneva in upokojitvene starosti niso bile izpolnjene, edina obljuba, ki je bila izpolnjena, je bila ustvarjanje delovnih mest za rudarske družine. Med stavko v dolini Jiu je prišlo do popolne medijske zamude glede dogodka.

### Svobodni sindikat delovnega ljudstva Romunije, 1979
Skupina 15 delavcev v ladjedelnicah Turnu Severin je ob pomoči doktorja medicine Ionela Canăa ustanovila prosti sindikat, katerega ustanovitvena izjava je bila objavljena na Radiu Free Europe 4. marca 1979. Kmalu je zbrala več kot 2400 podpisov od delavcev po vsej državi. Podpora sta dobila Paul Goma in Gheorghe Calciu, disidentski ortodoksni duhovnik.
Njen manifest je pozval k legalizaciji neodvisnih sindikatov in pravice do svobodnega združevanja. Ker so bili nekateri njeni člani, med njimi Cană in ekonomist Gheorghe Broșoveanu, aretirani, je sindikat protestiral proti represiji z odprtim pismom. Naslednji predsednik sindikata je bil obsojen na 18 mesecev zapora zaradi »posredovanja državnih skrivnosti Amnesty International«. 

### Stavke v času varčevanja v 80. letih
Ceaușescu je uvedel vrsto zelo ostrih varčevalnih ukrepov, da bi zmanjšal uvoz in poplačal dolgove, pridobljene pri zahodnih bankah. Hrana in energija sta bili racionalizirani, resnična vrednost plače pa je bila znižana.
Septembra 1983 so rudarji iz sedmih kovinskih rudnikov v Maramurešu stavkali v protest proti znižanju plač, stavko pa je zatrla Ceaușescova tajna policija Securitate. Novembra 1984 so se po zmanjšanju obroka hrane in plač zaradi neizpolnjevanja ciljev začele nadaljnje stavke v Tovarni težkih strojev in hladilnici v Cluj-Napoci ter v steklarni v Turdi. Tako kot v dolini Jiu, je komunistična partija obljubila, da bo izpolnila zahteve delavcev, Securitate pa je sprožila preiskavo in nekatere delavce preselila na druga območja. 16. februarja 1987 je okoli tisoč zaposlenih v tovarni tirnih vozil Nicolina v Iașiju protestiralo proti znižanju plač; 150 stavkajočih je bilo odpuščenih iz tovarne.

### Stavka v Braşovu leta 1987
15. novembra 1987 se je zbrala skupina več tisoč delavcev iz tovarne Steagul Roșu, da bi šla volit na lokalnih volitvah. Namesto tega so odkorakali proti središču mesta (kjer je bil lokalni sedež komunistične partije), prepevali pesem Deșteaptă-te, Române!, pesem revolucije iz leta 1848 in vzklikali »Dol z diktaturo!« Pridružili so se jim delavci traktorske tovarne Braşov in domačini Brașova. 
Minilo je pet dni po uveljavitvi uredbe o zmanjševanju ogrevanja v zasebnih stanovanjih (del varčevalne politike iz 80. let dvajsetega stoletja v Romuniji) in po drugem mesecu znižanja plač zaradi neizpolnjevanja proizvodnih ciljev (česar ni bilo mogoče izvesti zaradi  pomanjkanje komercialnih naročil), podkrepljeno s pomanjkanjem hrane. 
Zaposleni so pobegnili iz sedeža partije skozi zadnji vhod, medtem ko je množica podrla tablo štaba, razbila okna, vdrla v notranjost z razbijanjem lesenih vrat in uničila vsebino ter metala plakate, datoteke in opremo na ulico. Veliko stvari so zažgali in podoben dogodek se je zgodil na stavbi Ljudskega sveta na nasprotni strani ceste.
Kmalu so prišla policijska in vojaška vozila z oboroženimi vojaki, saj so ljudje v množici poskušali pobegniti. Nekatere so pretepli in aretirali, druge pa sredi noči aretirali od doma. Naslednje dni so bili plačani vsi neporavnani dolgovi do delavcev in založene trgovine s hrano.
Državni mediji so o protestih več tednov molčali, nemire pa so priznali šele 2. decembra tega leta, ko je Radio Bukarešta sporočil, da so se predstavniki delavcev odločili odpustiti vodstvo, ki je delavcem nezakonito znižalo plače. Opozoril je tudi, da bodo delavci, »ki se ukvarjajo z dejanji, ki so tuja naši družbi«, premeščeni ali kaznovani v skladu z zakonom. 
Securitate je preiskovala proteste in do decembra sestavila seznam 425 priprtih delavcev. Skupinsko sojenje je privedlo do tega, da je bilo 60 protestnikov zaprtih zaradi »huliganstva«, obsojenih na zaporne kazni od enega do štirih let.

## Nesoglasje znotraj Romunske komunistične partije
Najzgodnejši primer nestrinjanja znotraj partije se je zgodil med 12. kongresom stranke, ko je besedo prevzel Constantin Pîrvulescu, stari član partije, ki je nasprotoval ponovni izvolitvi Ceaușescuja in trdil, da postavlja osebno poveličevanje pred interes stranke in države. Posledično so mu odvzeli delegata na kongresu in ga dali v hišni pripor. 
Po brašovskem uporu je 26. novembra 1987 nekdanji namestnik direktorja Scînteie Silviu Brucan nekaterim tujim novinarjem izročil izjavo, v kateri je Ceaușescuja opozoril, da je tesnih v odnosih med romunsko komunistično partijo in delovnega razreda ter opozoril, da lahko to vodi v izolacijo tako od Zahoda kot tudi od Vzhoda. Brucana je partija ukorila in ga zadržala v hišnem priporu, vendar so ga izpustili po obisku namestnika ameriškega državnega sekretarja Johna C. Whiteheada v Bukarešti. 
Podkomisija ZN za preprečevanje diskriminacije in zaščito manjšin je leta 1985 naročila romunskemu uradniku Dumitru Mazilu, da napiše poročilo o človekovih pravicah v Romuniji. Junija 1987 naj bi jo predstavil v Ženevi, a mu je to preprečila Romunija. Uradna razlaga je bila, da je doživel srčni infarkt, a Mazilu je na koncu leta 1988 poslal pismo predsedniku podkomisije ZN, v katerem je govoril o represivnih ukrepih, sprejetih proti njemu, potem, ko ni hotel opustiti dela na tem projektu, vključno z nadzorom in ustrahovanjem. 
10. marca 1989 je šest višjih funkcionarejv (Silviu Brucan, Gheorghe Apostol, Alexandru Bârlădeanu, Grigore Răceanu, Corneliu Mănescu in Constantin Pîrvulescu) romunske komunistične partije podpisalo pismo (Pismo šestih), ki je bilo objavljeno BBC-ju. Ker so pismo poslali neposredno v tujino, namesto da bi o njem razpravljali v partiji, kaže, da je bila partija v celoti pod nadzorom Ceaușescuja in da noben strankarski mehanizem ni dovoljeval razprave o politiki partije. 
Za razliko od Doine Cornea se niso zavzemali za demokratični pluralizem, ampak le za pluralizem znotraj partije. Trdili so, da je Ceaușescujeva politika ogrožena "sama ideja socializma". V pismu je bilo govora o sistemizaciji, nespoštovanju človekovih pravic in o tem, da je bila v praksi ustava suspendirana in da ni veljavnega pravnega sistema.